# Linia kolejowa nr 175
Linia kolejowa nr 175 – pierwszorzędna, częściowo zelektryfikowana linia kolejowa łącząca stacje Strzelce Opolskie oraz Kluczbork. 
Pierwotnie linia rozpoczynała swój bieg na posterunku odgałęźnym Kłodnica, na linii kolejowej nr 136 Kędzierzyn-Koźle – Opole Groszowice. Na całym swoim odcinku umiejscowiona jest na terenie województwa opolskiego. Na odcinku Fosowskie – Kluczbork (bez samej stacji) jest to linia dwutorowa, natomiast na pozostałym odcinku jednotorowa, o szerokości torów 1435 mm. 
Linia była zelektryfikowana na odcinku Strzelce Opolskie – Kluczbork, jednakże obecnie sieć trakcyjna na tym odcinku jest rozebrana. 
Linia na odcinku Rozmierka - Zębowice jest nieprzejezdna. W 2015 rozpoczęto likwidację nawierzchni na odcinku Kłodnica – Strzelce Opolskie. 
W 2021 roku w Staniszczach Wielkich pojawiły się drezyny, które będą obsługiwały połączenia turystyczne.

## Kalendarium
- 15 listopada 1868 roku – otwarcie dwutorowej linii na odcinku Fosowskie – Kluczbork,
- 15 listopada 1912 roku – otwarcie jednotorowego odcinka Fosowskie – Strzelce Opolskie,
- 1 lipca 1934 roku – otwarcie jednotorowego odcinka Kłodnica – Leśnica,
- 11 czerwca 1936 roku – otwarcie jednotorowego odcinka Strzelce Opolskie – Leśnica,
- 25 marca 1945 roku – otwarcie odcinka omijającego zniszczony most na kanale gliwickim w Kłodnicy,
- 29 grudnia 1983 roku – elektryfikacja odcinka Fosowskie – Kluczbork,
- 11 lipca 1984 roku – elektryfikacja odcinka Fosowskie – Strzelce Opolskie,
- 23 czerwca 2000 roku – zamknięcie dla ruchu pasażerskiego odcinka Kłodnica – Fosowskie,
- 1 września 2003 roku – likwidacja sieci trakcyjnej na odcinku Rozmierka – Staniszcze Wielkie,
- 12 grudnia 2004 roku – zamknięcie dla ruchu pasażerskiego odcinka Fosowskie – Kluczbork,
- 18 listopada 2005 roku – likwidacja sieci trakcyjnej na odcinku Fosowskie – Staniszcze Wielkie,
- 1 czerwca 2006 roku – likwidacja sieci trakcyjnej na odcinku Strzelce Opolskie – Rozmierka,
- 12 lutego 2015 roku - likwidacja torów na odcinku Rozmierka - Staniszcze Wielkie,
- 19 kwietnia 2016 roku - reaktywacja części linii kolejowej na odcinku Strzelce Opolskie - Rozmierka (ruch towarowy do fabryki Kronospanu)[8].